# 完全二十面体
完全二十面体（かんぜんにじゅうめんたい、Final stellation of the icosahedron）とは、星型多面体の一種で正二十面体の最後の星型であり、星型の胞を利用したアルファベット表記ではHである。小星型十二面体の表面に出ている60の二等辺三角形に鋭い三角錐をつけた形をしている。
- 構成面：星型九角形20枚 (交差の無い多面体として見た場合は二等辺三角形60枚と三角形120枚)
- 辺：90 (交差の無い多面体として見た場合は270)
- 頂点：60 (交差の無い多面体として見た場合は92)
- 枠: 面が正確な正多角形ではない切頂二十面体